# Pharaphodius coiffaiti
Pharaphodius coiffaiti är en skalbaggsart som beskrevs av Clement 1985. Pharaphodius coiffaiti ingår i släktet Pharaphodius och familjen Aphodiidae. Inga underarter finns listade i Catalogue of Life.